# Sorex thibetanus
La musaraña del Tíbet (Sorex thibetanus) es una especie de musaraña perteneciente a la familia Soricidae. Vive en China.
- Datos: Q1768664
- Multimedia: Sorex thibetanus / Q1768664
- Especies: Sorex thibetanus